# Bauhinia cuprea
Bauhinia cuprea är en ärtväxtart som beskrevs av Henry Nicholas Ridley. Bauhinia cuprea ingår i släktet Bauhinia och familjen ärtväxter. Inga underarter finns listade i Catalogue of Life.